# Hospital de Tortosa Verge de la Cinta
L'Hospital de Tortosa Verge de la Cinta, anteriorment dit Residència Sanitària Verge de la Cinta, és un edifici hospitalari de Tortosa (comarca del Baix Ebre) inclòs a l'Inventari del Patrimoni Arquitectònic de Catalunya.
És un edifici modern, conegut com a Hospital de Tortosa Verge de la Cinta, abans també conegut com a Residència Sanitària Verge de la Cinta, o simplement Verge de la Cinta, situat al pla de les Sitges, sobre un turó pronunciat a la banda est de la ciutat, cosa que la fa fàcilment visible des d'aquesta. S'hi accedeix a través de la carretera Simpàtica, que mena també a les ermites de Mig Camí i del Coll de l'Alba. A peu s'hi accedeix des del barri del Garrofer, sobre el qual se situa.

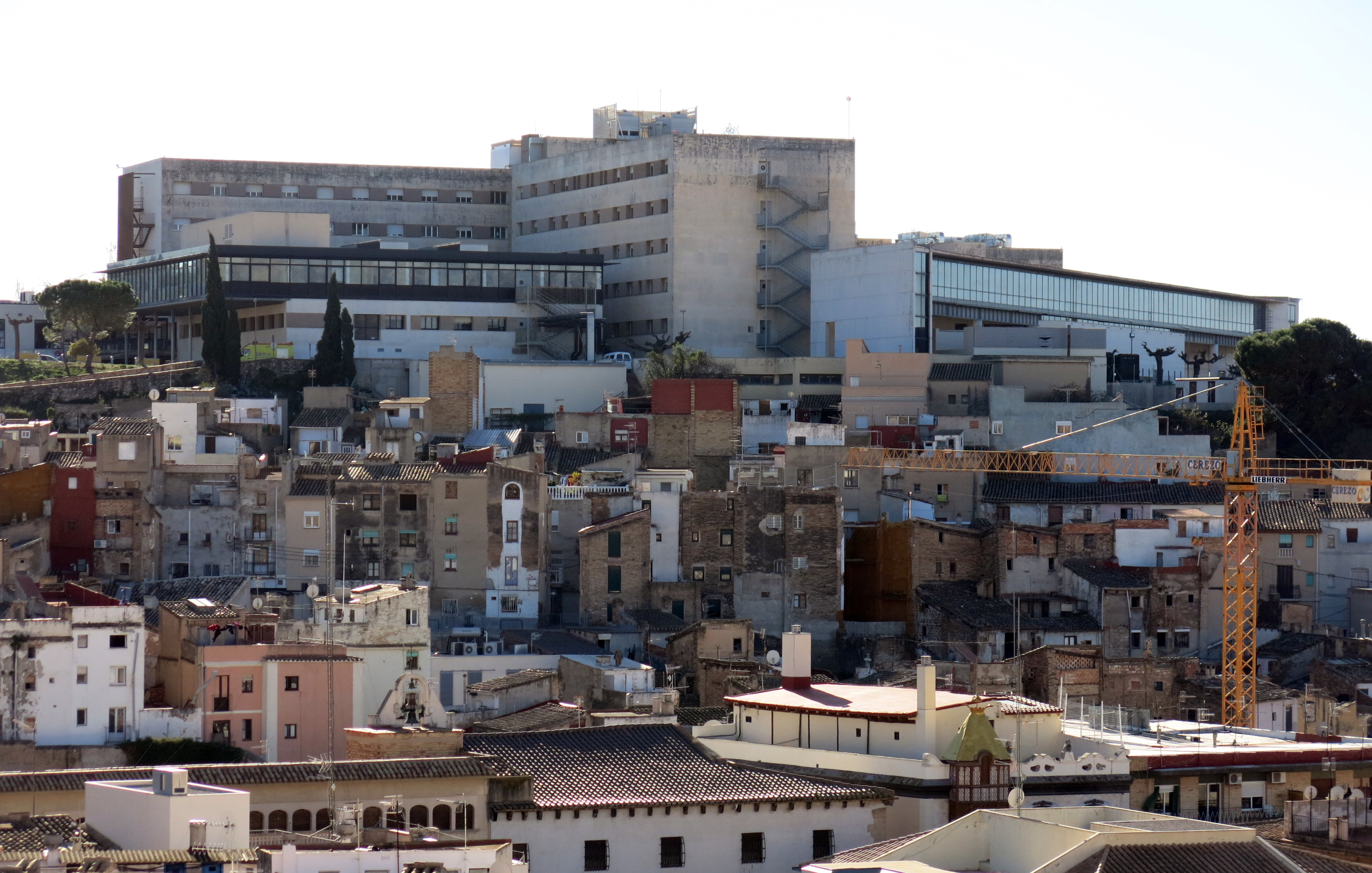
L'Hospital de Tortosa Verge de la Cinta vist des del mirador al peu de la Suda

L'edifici és conformat per diferents cossos rectangulars adossats, intercomunicats per l'interior, i de diferents alçades (oscil·la entre les dues i les sis plantes), amb soterranis on, entre d'altres, se situa el servei d'urgències. A les plantes inferiors es troben les consultes externes, la cafeteria i altres serveis complementaris, i per la resta es reparteixen les habitacions. La construcció de l'edifici és homogènia. A l'exterior la superposició de plantes es reflecteix mitjançant l'alternança de sectors horitzontals de mur, arrebossats i pintats, i altres on se situen les finestres. La distribució en planta dels cossos, que conforma un perímetre força irregular, cerca aprofitar al màxim la llum natural sense haver de construir patis interiors. La zona del passeig del voltant aprofita els espais dels antics forts de Crist, la Victòria i el Carme. Hi ha també en aquest lloc la pista d'aterratge d'helicòpters.

## Història
Al lloc que ocupa la residència hi havia les antigues casernes bastides durant la Guerra de la Independència. L'esplanada és coneguda també com el pla de les Sitges, perquè s'hi van trobar diferents sitjars prehistòrics ara desapareguts.
El dia 22 de novembre de 1976 va obrir les portes l'Hospital de Tortosa Verge de la Cinta, amb el nom de "Residencia Sanitaria Virgen de la Cinta", el primer centre hospitalari de titularitat pública que es va construir al territori, i actualment un referent per a la població de les Terres de l'Ebre com a centre sanitari i assistencial. L'Hospital de Tortosa Verge de la Cinta és el centre hospitalari de referència de la sanitat pública a les Terres de l'Ebre. La seva gestió correspon a l'Institut Català de la Salut (ICS) i forma part de la Xarxa Hospitalària d'Utilització Pública, XHUP.